# Нойбург-ан-дер-Донау
Но́йбург-ан-дер-Дона́у (нем. Neuburg an der Donau, бав. Neiburg an da Donau) — город в Германии, районный центр, расположен в земле Бавария. Подчинён административному округу Верхняя Бавария. Входит в состав района Нойбург-Шробенхаузен.

## География
Занимает площадь 81,29 км². Город подразделяется на 16 городских районов.

## История
После войны за ландсхутское наследство на протяжении 200 лет Нойбургский замок на берегу Дуная служил резиденцией правителей Пфальц-Нойбурга (т. н. младшего Пфальца) из династии Виттельсбахов.
В лагере для беженцев в Нойбурге-ан-дер-Донау с 1981 по 1988 гг. проживал поэт, журналист, активист Чингиз Догу, который бежал от политических репрессий в родной Турции в Германию. В Нойбурге он написал сборник стихов «Лагерь не сравнится с подземельем Анатолии» (Das Lager gleicht nicht den Kerkern Anatolien). В другом сборнике стихов под названием «Нойбургские песни» (Neuburg Lieder) Догу описывает свое убежище, лес на берегу Дуная и окрестности города, а также любовь и тоску по дому и свободе.

## Население
Население на 30 сентября 2019 года составляло 29 682 человек.
| Год  | Численность | Численность  |
| ---- | ----------- | ------------ |
| 1808 | 3924        | [ 5 ]        |
| 1925 | 3553        | [ 6 ]        |
| 1950 | 13 966      | [ 7 ]        |
| 1970 | 23 758      | [ 8 ]        |
| 1975 | 19 400      | [ 9 ]        |
| 1987 | 24 157      | [ 10 ]       |
| 2011 | 27 945      | [ 11 ]       |
| 2012 | 28 274      | [ 11 ]       |
| 2013 | 28 748      | [ 11 ]       |
| 2014 | 28 910      | [ 11 ]       |
| 2015 | 29 182      | [ 11 ]       |
| 2016 | 29 587      | [ 11 ]       |
| 2017 | 29 608      | [ 11 ] [ 1 ] |
| 2019 | 29 682      | [ 12 ]       |
| 2021 | 29 830      | [ 13 ]       |
| 2022 | 30 467      | [ 14 ]       |
| 2023 | 30 881      | [ 2 ]        |

## Достопримечательности
Старая часть города, отделённая от новой застройки стеной, весьма живописна. Помимо замка пфальцграфов, сохранились и другие памятники архитектуры:
- дворцовая капелла в стиле маньеризма (1608, арх. Й. Хайнц)
- ратуша 1603-09 гг.
- региональная библиотека, оформленная в стиле рококо (1732 г.)
- барочные церкви св. Петра (1641-46) и св. Урсулы (1700-01).

В 7 км к востоку от Нойбурга расположен охотничий замок Грюнау.